# 1206 год
1206 (ты́сяча две́сти шесто́й) год  по юлианскому календарю — невисокосный год, начинающийся в воскресенье. Это 1206 год нашей эры, 6‑й год 1‑го десятилетия XIII века 2‑го тысячелетия, 7‑й год 1200‑х годов. Он закончился 819 лет назад.
| Пн | Вт | Ср | Чт | Пт | Сб | Вс |
|    |    |    |    |    |    | 1  |
| 2  | 3  | 4  | 5  | 6  | 7  | 8  |
| 9  | 10 | 11 | 12 | 13 | 14 | 15 |
| 16 | 17 | 18 | 19 | 20 | 21 | 22 |
| 23 | 24 | 25 | 26 | 27 | 28 | 29 |
| 30 | 31 |    |    |    |    |    |

| Пн | Вт | Ср | Чт | Пт | Сб | Вс |
|    |    | 1  | 2  | 3  | 4  | 5  |
| 6  | 7  | 8  | 9  | 10 | 11 | 12 |
| 13 | 14 | 15 | 16 | 17 | 18 | 19 |
| 20 | 21 | 22 | 23 | 24 | 25 | 26 |
| 27 | 28 |    |    |    |    |    |

| Пн | Вт | Ср | Чт | Пт | Сб | Вс |
|    |    | 1  | 2  | 3  | 4  | 5  |
| 6  | 7  | 8  | 9  | 10 | 11 | 12 |
| 13 | 14 | 15 | 16 | 17 | 18 | 19 |
| 20 | 21 | 22 | 23 | 24 | 25 | 26 |
| 27 | 28 | 29 | 30 | 31 |    |    |

| Пн | Вт | Ср | Чт | Пт | Сб | Вс |
|    |    |    |    |    | 1  | 2  |
| 3  | 4  | 5  | 6  | 7  | 8  | 9  |
| 10 | 11 | 12 | 13 | 14 | 15 | 16 |
| 17 | 18 | 19 | 20 | 21 | 22 | 23 |
| 24 | 25 | 26 | 27 | 28 | 29 | 30 |

| Пн | Вт | Ср | Чт | Пт | Сб | Вс |
| 1  | 2  | 3  | 4  | 5  | 6  | 7  |
| 8  | 9  | 10 | 11 | 12 | 13 | 14 |
| 15 | 16 | 17 | 18 | 19 | 20 | 21 |
| 22 | 23 | 24 | 25 | 26 | 27 | 28 |
| 29 | 30 | 31 |    |    |    |    |

| Пн | Вт | Ср | Чт | Пт | Сб | Вс |
|    |    |    | 1  | 2  | 3  | 4  |
| 5  | 6  | 7  | 8  | 9  | 10 | 11 |
| 12 | 13 | 14 | 15 | 16 | 17 | 18 |
| 19 | 20 | 21 | 22 | 23 | 24 | 25 |
| 26 | 27 | 28 | 29 | 30 |    |    |

| Пн | Вт | Ср | Чт | Пт | Сб | Вс |
|    |    |    |    |    | 1  | 2  |
| 3  | 4  | 5  | 6  | 7  | 8  | 9  |
| 10 | 11 | 12 | 13 | 14 | 15 | 16 |
| 17 | 18 | 19 | 20 | 21 | 22 | 23 |
| 24 | 25 | 26 | 27 | 28 | 29 | 30 |
| 31 |    |    |    |    |    |    |

| Пн | Вт | Ср | Чт | Пт | Сб | Вс |
|    | 1  | 2  | 3  | 4  | 5  | 6  |
| 7  | 8  | 9  | 10 | 11 | 12 | 13 |
| 14 | 15 | 16 | 17 | 18 | 19 | 20 |
| 21 | 22 | 23 | 24 | 25 | 26 | 27 |
| 28 | 29 | 30 | 31 |    |    |    |

| Пн | Вт | Ср | Чт | Пт | Сб | Вс |
|    |    |    |    | 1  | 2  | 3  |
| 4  | 5  | 6  | 7  | 8  | 9  | 10 |
| 11 | 12 | 13 | 14 | 15 | 16 | 17 |
| 18 | 19 | 20 | 21 | 22 | 23 | 24 |
| 25 | 26 | 27 | 28 | 29 | 30 |    |

| Пн | Вт | Ср | Чт | Пт | Сб | Вс |
|    |    |    |    |    |    | 1  |
| 2  | 3  | 4  | 5  | 6  | 7  | 8  |
| 9  | 10 | 11 | 12 | 13 | 14 | 15 |
| 16 | 17 | 18 | 19 | 20 | 21 | 22 |
| 23 | 24 | 25 | 26 | 27 | 28 | 29 |
| 30 | 31 |    |    |    |    |    |

| Пн | Вт | Ср | Чт | Пт | Сб | Вс |
|    |    | 1  | 2  | 3  | 4  | 5  |
| 6  | 7  | 8  | 9  | 10 | 11 | 12 |
| 13 | 14 | 15 | 16 | 17 | 18 | 19 |
| 20 | 21 | 22 | 23 | 24 | 25 | 26 |
| 27 | 28 | 29 | 30 |    |    |    |

| Пн | Вт | Ср | Чт | Пт | Сб | Вс |
|    |    |    |    | 1  | 2  | 3  |
| 4  | 5  | 6  | 7  | 8  | 9  | 10 |
| 11 | 12 | 13 | 14 | 15 | 16 | 17 |
| 18 | 19 | 20 | 21 | 22 | 23 | 24 |
| 25 | 26 | 27 | 28 | 29 | 30 | 31 |

## События

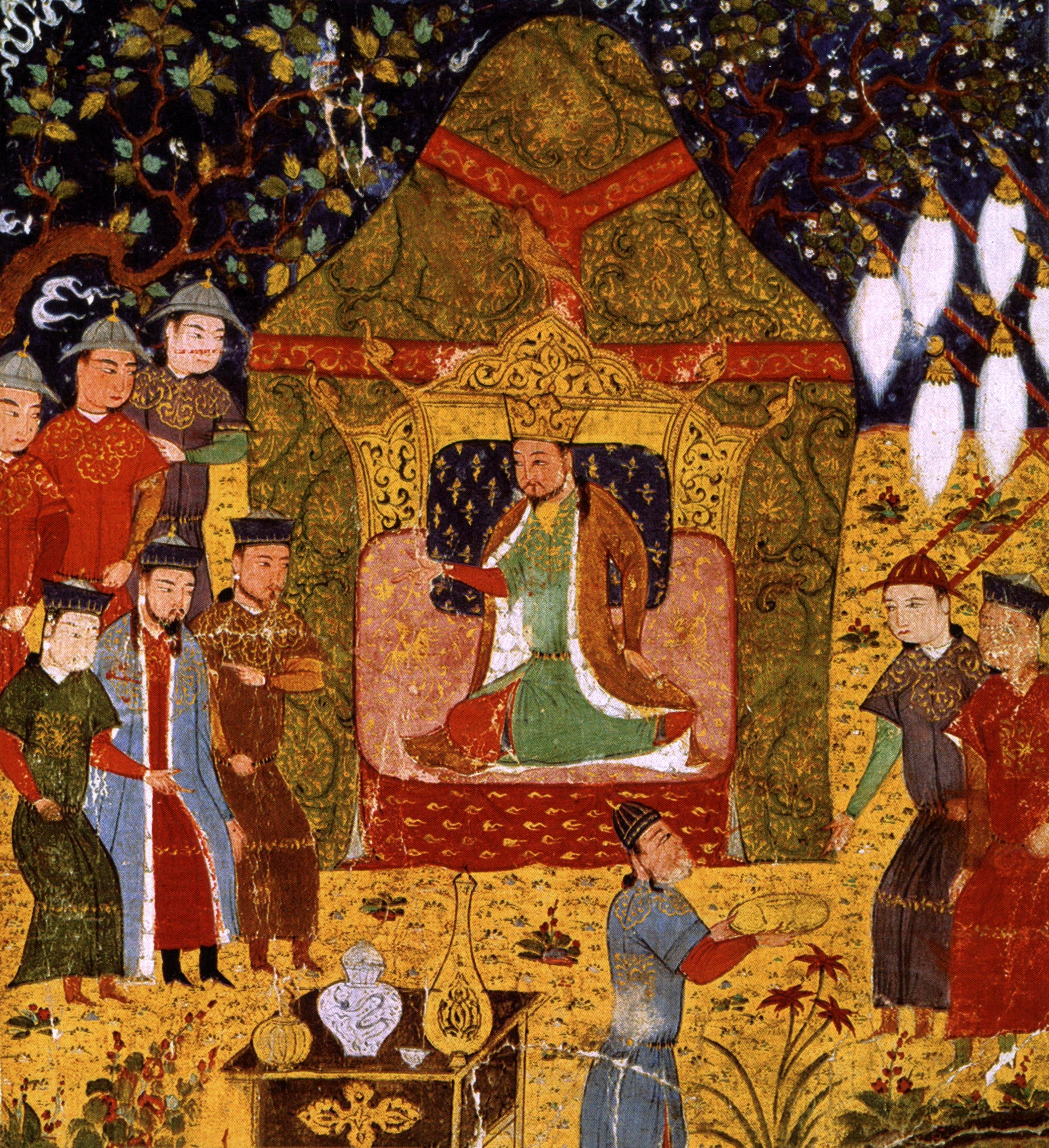
Тэмуджин провозглашается великим ханом на всемонгольском курултае и становится Чингисханом. Миниатюра из «Джами ат-таварих», Рашид ад-Дин, XV век

- 1201—1219 — война за антиохийское наследство. Серия вооружённых конфликтов между силами Боэмунда IV и Раймунда-Рубена и их союзников за антиохийский престол, произошедшие в Северном Леванте и Киликии[1].
- 1202—1214 — Англо-французская война. Вооруженный конфликт между Филиппом Августом и Иоанном Безземельным[2].
  - Французский король Филипп II Август захватил графство Нант. Под контролем английского короля Иоанна Безземельного во Франции остались только Аквитания и Пуату.
- 1205—1206 — осада Трапезунда. Одно из сражений во время очередной византийско-сельджукской войны[3].
- 1206—1207 — началось восстание Санджара.Восстание жителей Мавераннахра под предводительством бухарского ремесленника Санджар-малика[4][5].
- 31 января — битва при Русионе между Вторым Болгарским царством и Латинской империей[6].
- Февраль — битва при Родосто. Вооружённый конфликт между Вторым Болгарским царством и Латинской империей в ходе Болгарско-латинских войн[7].
- 15 марта — убит султан Мухаммад Гури, возвращавшийся из похода против восставших пенджабцев. Его военачальники создают на территории Северной Индии независимый от Газни — Делийский султанат.
- Весна или лето — поход на Галич киевского князя Рюрика Ростиславича и его союзников — Ольговичей, при поддержке смоленских князей, половцев и берендеев. Поход поляков на Владимир Волынский. Бегство из Галича во Владимир Волынский вдовы Романа Мстиславича с сыновьями. Поход венгерского короля Андраша II Арпада к Владимиру Волынскому, с целью поддержать вдову Романа и его сыновей. Переговоры Андрея II с поляками, завершившиеся каким-то мирным соглашением (поляки ушли восвояси). Переговоры Андраша II с галицкими боярами, не имевшие последствий. Вокняжение в Галицкой земле князей — Игоревичей.[8]
- Ливонские меченосцы, в союзе с земгалами, покоряют земли племени ливов.
- Войска Филиппа Швабского нанесли поражение силам Оттона IV под Вассенбергом.
- Болгары и половцы нанесли новое поражение крестоносцам с Латинской империи и подступили к стенам Константинополя.
- В Монголии, на берегу р. Онон, состоялся всемонгольский курултай, который объявил о создании Их Монгол Улс — Великого Монгольского Государства — и провозгласил Тэмуджина великим ханом, дав ему титул Чингисхана. В этом же году была учреждена Великая Яса Чингисхана[9].
- Чжурчжэни осадили Сянъян.
- Венецианцы основали колонию на территории современного города Судак в Крыму.

## Русь
Правление: 1173, 1181, 1194-1202, 1203-1204, 1205-1206, 1206-1207, 1207-1210 — Рюрик Ростиславич и Всеволод Святославич (на короткое время)
- Рюрик Ростиславич организовал военный поход на Галич, в результате которого Галицкое княжество перешло под контроль Игоревичей[10].
- Всеволод Святославич  Чермный из Чернигова, на короткое время отобрал киевский престол у Рюрика Ростиславича, пользуясь его отсутствием в Киеве[11][12].
- Лето — на обратном пути из второго похода на Галич Всеволод Святославич неожиданной атакой захватил Киев, заставив уйти оттуда недавнего союзника Рюрика Ростиславича, а вскоре сумел посадить на переяславский стол своего сына Михаила Всеволодовича. Однако ещё до конца 1206 года Рюрику Ростиславичу удалось вернуть под свой контроль и Киев, и Переяславль[11].
- 1206 — 1207 — Рюрик Ростиславич вновь в шестой раз вернул себе киевский престол[10].
- Зима 1206/07 — Всеволод Святославич Чермный безуспешно пытался вернуть себе Киев. Пытаясь соперничать с владимирским князем Всеволодом Юрьевичем Большое Гнездо, укреплял своё влияние в Рязанском княжестве, активно поддерживал своего зятя, пронского князя Кира-Михаила Всеволодовича[11].
- Зима 1206/1207 — галицкий князь Владимир Игоревич изгнал вдову Романа Мстиславича и его малолетних сыновей из Владимира Волынского, посадив там княжить одного из своих младших братьев (Романа по версии Лаврентьевской летописи, Святослава по версии Ипатьевской летописи)[8].
- В результате обострения политической обстановки и появления нескольких новых претендентов на галицкий стол малолетний Даниил Романович с матерью (вдова Романа Мстиславича) и братом Василько Романовичем были вынуждены бежать во Владимир-Волынский, а вскоре вообще покинуть пределы Руси, спасаясь от преследований получивших власть в Галицком княжестве черниговских князей – Игоревичей, внуков галицкого князя Ярослава Владимировича Осмомысла. Были приняты и находились при дворе венгерского короля Эндре II, с помощью которого в 1210 году вернули галицкий стол[13].
- Ингварь Ярославич, поддержанный тестем, малопольским князем Лешеком Белым, на короткое время занял Владимир-Волынский, однако вскоре под давлением городской общины был вынужден покинуть город[14].
- 1206—1212 — Владимир Рюрикович первый раз становится переяславским князем[15].
- Конец года — Владимир Рюрикович получил от отца в содержание город Переяславль (Русский)[15].
- Михаил Черниговский посажен своим отцом Всеволодом Святославичем Чермным на княжение в Переславле (Южном), однако уже в конце года был вынужден его оставить[16].
- 1206—1207 — Мстислав Романович Старый владел Белгородом[17].
- Состоялся съезд русских князей на котором присутствовали представители отдельных князей, княжеских кланов и коалиций[18].

## Начало правления
См.также: Список глав государств в 1206 году
- Монгольская империя — Чингисхан (1206—1227).
- Делийский султанат — Кутбуд-дин Айбак (1206—1210).

## Родились
См. также: Категория:Родившиеся в 1206 году
- Бела IV — король Венгрии (1235—1270).
- Гуюк — великий хан Монгольского государства (1246—1248)

## Скончались
См. также: Категория:Умершие в 1206 году
- 4 июня — Адель Шампанская, королева Франции, супруга Людовика VII.
- Иоанн X (патриарх Константинопольский).
- Мухаммад Гури.